# HIK Fodbold
HIK Fodbold er en afdeling under idrætsforeningen Hellerup Idræts Klub (HIK), der blev stiftet den 10. december 1900, og som har hjemme i den københavnske forstad, Hellerup. Klubben har hjemmebane på Gentofte Stadion.
HIK Fodbold spiller i 2023/24-sæsonen i 2. division. 

## Historie
Da klubben blev stiftet i 1900, havde den både fodbold og tennis på programmet, men det var først i 1915 og 1916, at holdet deltog i KBU's turnering - og klubben blev først optaget i KBU i 1917. Fodboldklubben deltog i DBU's Danmarksturnering i 1928-29, 1940-41 og 1941-42 i DBU's bedste serie. 
KBU's Pokalturnering blev spillet fra 1910 til og med 1953, og HIK vandt turneringen i 1935, da klubben i finalen vandt over B.93. Den nåede igen finalen i 1938, hvor den spillede 2-2 mod Boldklubben Frem men tabte 0-2 i omkampen.
I årene efter 2. verdenskrig lå klubben oftest i anden- og tredjebedste række, i 1985-1990 i Danmarksserien. Siden 1990 har klubben spillet flere sæsoner i den næstbedste række og tredjebedste række.

## Faciliteter
HIK Fodbold har flere forskellige faciliteter. De fleste hold spiller i Maglen der er 3 baner, som ligger bag Maglegårdshallen (HIK Håndbold). HIK Fodbold benytter endvidere Gentofte Sportspark for de øverste hold i talentafdelingen, samt klubbens 1.senior, der også spiller deres kampe der.

## Eksterne kilde/henvisning
- Hellerup Idræts Klubs fodboldafdelings hjemmeside
- Hellerup Idrætsklubs officielle hjemmeside